# Alžirski mučenici
Alžirski mučenici su bila sedmorica redovnika trapista koje su ubili radikalni islamisti iz frakcije GIA (Groupe Islamique Armé).

## Povijest
Trapisti su bili samostana Majke Božje Atlaške koji se nalazi blizu alžirskog mjesta Tibhirina.
Teroristi su ih oteli u noći s 27. na 28. ožujka 1996.
Dva mjeseca poslije, 23. svibnja se GIA oglasila proglasom gdje je navela imena otetih monaha koje je smaknila dva dana prije, 21. svibnja: Dom Christian de Chergé, br. Luc Dochier, o. Christophe Lebreton, br. Michel Fleury, o. Bruno Lemarchand, o. Célestin Ringeard i br. Paul Favre-Miville. Svi su bili Francuzi.
Nakon identificiranja, za mučenike se u alžirskoj katoličkoj katedrali 2. lipnja služila sveta misa. Pokopani su preksutra, 4. lipnja, na groblju njihovog samostana. Beatifikacija ovih mučenika će, prema odluci crkvenih vlasti biti povezana s postupcima za beatifikaciju ostalih kršćanskih mučenika u Alžiru, kao što su 4 ubijena Bijela oca u Tizi Ouzouu 27. prosinca 1994. te još 15 mučenika islamskog terorizma, među kojima je i biskup Orana mons. Pierre Claverie). 6. listopada 2007. se pokrenulo postupak za beatifikaciju na biskupijskoj razini. Postulator je brat Giovanni Maria Bigotto.
Preostale pripadnike te redovničke zajednice su prihvatili trapistički samostani po svijetu. 
Oporuka koju je ostavio prior ove zajednice, Dom Christian de Chergé je postala suvremenim religioznim klasikom.
Ova zajednica se danas obnavlja u Maroku, kod mjesta Midelta. 
Smaknuće ovih redovnika je u svezi s pokoljem hrvatskih radnika na gradilištu u Alžiru nekoliko kilometara dalje od tog samostana 14. prosinca 1993. godine. Počinitelji su razdvojili muslimane i kršćane da ne bi ubili muslimane. Trojica Hrvata preživjela su zahvaljujući solidarnosti jednog bh. Muslimana, radnika s tog gradilišta. O tom svjedoče redovnici u pismu listu La Croix 22. siječnja 1994. godine, objavljeno 24. siječnja 1994. godine.

## Filmovi
- O ljudima i bogovima, fra. film, 2010.
- Le crime de Tibhirine, fra. dokumentarni film, 2011.
- Le Testament de Tibhirine, fra. dokumentarni film, 2006.

Frère Luc, moine de Tibhirine, fra. dokumentarni film, 2003.